# فرانك كلارك (قاضي)
فرانك كلارك (بالإنجليزية: Frank Clarke)‏ هو محام بالقضاء العالي وقاضي أيرلندي، ولد في 10 أكتوبر 1951 في Walkinstown ‏ في جمهورية أيرلندا.